# Alighieri
Els Alighieri van ser una família de Florència, dins de la petita noblesa, esdevinguda cèlebre per tenir entre els seus membres l'escriptor Dante Alighieri

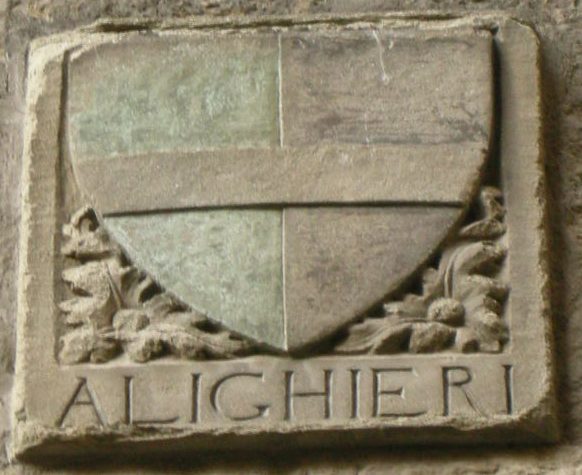
Primer tipus d'escut: Partito d'oro e di nero, alla fascia attraversante d'argento

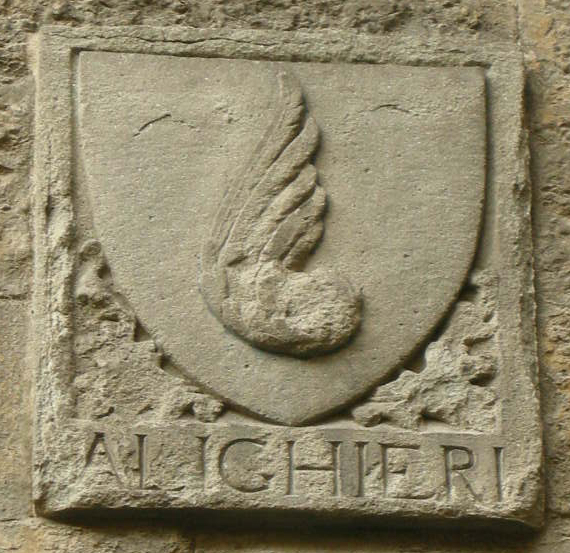
Segon tipus d'escut Alighieri: D'azzurro, al semivolo levato d'oro

Dante, el primogènit de la casa (casata), es casà amb Gemma Donati, i van tenir els fills anomenats Jacopo, Pietro i Antonia (la futura Suor Beatrice).
A Florència, els Alighieri visqueren entre la Badia Fiorentina i San Martino al Vescovo, molt a prop de l'església chiesa di Santa Margherita de' Cerchi, on el poeta s'hauria trobat per primera vegada amb Beatrice Portinari.
La família Alighieri es va estingir a Verona el 1558 amb Francesco di Dante i la seva successió va ser amb els comtes de Serego. Actualment, la família Serego porta el nom de Serego Alighieri.

## Arbre genealògic de la família Alighieri
```
Adamo (potser de la Família 
romana
) Frangipane
├─ Moronto
│ └─ del qual la Família 
fiorentina
 
Morunci de Arco

├─ Eliseo I
│ └─ del qual la Família 
fiorentina
 
Elisei

│ └─ Arrigo Elisei (v1268)
│ ├─ Bonaccorso I Elisei (v1268)
│ └─ Eliseo II Elisei (v1268)
│ ├─ Guidotto Elisei (v1280)
│ └─ Bonaccorso II Elisei (v1280 +1303), sp. Ravenna de' Nerli, fg. Catello de' Nerli
│ ├─ Iacopo Elisei
│ └─ Leonardo Elisei (v1372), sp. una Ademari
│ ├─ Bonaccorso III Elisei (+~1400)
│ └─ Eliseo III Elisei (+~1400)
└─ 
Cacciaguida
 (*
Florència
 ~1091 +
Palestina
 ~1148), Cavaller de 
Conrat III de Hoenstaufen
,
Aldighieri di 
Ferrara

├─ Preitenitto (v1189)
│ └─ Buonareddita (v1215)
│ └─ Bonsignore (v1240)
└─ 
Alighiero I (Alaghiero) Alighieri
 (+
Florència
 <1189 +>1201), del qual el cognom familiar esdevé 
Alighieri
, sp. Aldighiera Berti de'
Ravignani, fg. Bellincione Berti de' Ravignani, fg. Berti de' Ravignani
├─ Bellincione Alighieri (*~1248 +~1269/1271), Cambiatore
│ ├─ Brunetto Alighieri (v1260/1278)
│ ├─ Bello Alighieri (v1277)
│ ├─ 
Alighiero II (Aldighiero) Alighieri
 (v1260 +<1283), Cambiatore, sp.(1) 
Bella (Gabriella) degli Abati
 (+
Florència
 ~1270/1275),
│ │ fg. Durante degli Abati; sp.(2) (1275/1278) 
Lapa Cialuffi
, fg. 
Chiarissimo Cialuffi

│ │ ├─ (1) Tana (Gaetana) Alighieri (*~1260 +>1320), sp. (~1275/<1281) Lapo Riccomanni
│ │ ├─ (1) (donna) Alighieri, sp. Leone Poggi
│ │ │ └─ Andrea Poggi
│ │ ├─ (1) 
Dante Alighieri (Durante degli Alighieri)
 (*
Florència
 1265 +
Ravenna
 1321), sp. (~1285) 
Gemma Donati
 (*
Florència
 1266
│ │ │ v1329 +<1332), fg. ser Manetto Donati, fg. (uomo) Donati, fg. messer Vinciguerra Donati
│ │ │ ├─ Eliseo Alighieri (+ fanciullo)
│ │ │ ├─ Alighiero Alighieri (+ fanciullo)
│ │ │ ├─ Gabriello Alighieri (v1351)
│ │ │ ├─ 
Pietro Alighieri
 (*
Florència
 1300 +
Treviso
 1364), Magistrato a 
Vicenza
 i 
Treviso
, sp. Jacopa de' Salerni
│ │ │ │ ├─ Alighiera Alighieri (+1387), Monaca
│ │ │ │ ├─ Gemma Alighieri (+>1364), Monaca
│ │ │ │ ├─ Lucia Alighieri (+1421), Monaca, Abbadessa (1402)
│ │ │ │ ├─ Dante II Alighieri (+
Verona
 1428)
│ │ │ │ │ ├─ Leonardo Alighieri (v1430 +1439), sp. Jacopa de' Verità
│ │ │ │ │ │ └─ Pietro III Alighieri (*~1425 v1468 +~1476), sp. Caterina Facino dei Monselice
│ │ │ │ │ │ ├─ Dante III Alighieri (+
Mantova
 1510), Podestà di 
Peschiera
 (1498), Provveditore del Comune di 
Verona

│ │ │ │ │ │ │ (1502), Vicario della Casa dei Mercanti (1504), Provveditore della Sanità (1505)
│ │ │ │ │ │ │ ├─ Ludovico Alighieri (v1526/1547), sp. Eleonora Bevilacqua
│ │ │ │ │ │ │ ├─ Pietro III Alighieri (+<1547), Vicario della Casa dei Mercanti di 
Verona
 (1526), Provveditore
│ │ │ │ │ │ │ │ del Comune di 
Verona
 (1528, 1536 e 1539), sp. Teresa (Teodora) Frisoni (*
Verona
)
│ │ │ │ │ │ │ │ └─ Ginevra Alighieri (+~1572), sp. (1549) Conte Marco Antonio Serego (+
Verona
 >1570)
│ │ │ │ │ │ │ │ └─ i figli assunsero il cognome di 
Serego Alighieri
, discendenza non estinta con i
│ │ │ │ │ │ │ │ seguenti titoli: Conti, Conti del 
Sacro Romano Impero
, Nobili di 
Verona
, Nobili di
│ │ │ │ │ │ │ │ 
Mantova
, Patrizi 
fiorentini
 (titoli riconosciuti nel 1905)
│ │ │ │ │ │ │ │ └─ ...
│ │ │ │ │ │ │ │ └─ Francesco Serego Alighieri (+
Verona
 1558), Latinista e Studioso di antiquarie,
│ │ │ │ │ │ │ │ Canonico della 
Cattedral de Verona

│ │ │ │ │ │ │ │ ├─ Ortensia Serego Alighieri
│ │ │ │ │ │ │ │ ├─ (donna) Serego Alighieri
│ │ │ │ │ │ │ │ └─ (donna) Serego Alighieri
│ │ │ │ │ │ │ └─ Francesco Alighieri (v1537/1558 +~1563)
│ │ │ │ │ │ └─ Jacopo Alighieri
│ │ │ │ │ └─ Pietro Alighieri
│ │ │ │ ├─ Antonia Alighieri (+1362)
│ │ │ │ ├─ Elisabetta Alighieri (+1362)
│ │ │ │ ├─ Bernardo Alighieri (v1405 +<1421), Notaio
│ │ │ │ └─ Jacopo Alighieri
│ │ │ ├─ Imperia Alighieri, sp. Tano (Gaetano) Pantaleoni
│ │ │ ├─ 
Jacopo Alighieri
 (*Florència 1289 +1348), Canonico a 
Verona
 (1326), sp. Teresa o Jacopa degli Alfani, fg. Bigliotto
│ │ │ │ degli Alfani
│ │ │ │ ├─ (uomo) Alighieri
│ │ │ │ └─ (donna) Alighieri
│ │ │ ├─ Antonia Alighieri (*1298/1299 +>1350), Suor "Beatrice" a 
Ravenna

│ │ │ ├─ Bernardo Alighieri (?)
│ │ │ └─ Giovanni Alighieri (+>1308)
│ │ ├─ (2) Francesco Alighieri (+>1332), sp. (1297) Piera Caleffi, fg. Donato Caleffi, fg. Brunaccio Caleffi
│ │ │ ├─ Durante Alighieri
│ │ │ │ └─ da cui la Famiglia 
fiorentina
 
Ser Franceschi

│ │ │ ├─ Iona Alighieri
│ │ │ └─ Martinella Alighieri
│ │ ├─ (2) (???) Alighieri
│ │ ├─ (2) (???) Alighieri
│ │ ├─ (2) (???) Alighieri
│ │ └─ (2) (???) Alighieri
│ ├─ Bello Alighieri (v1277)
│ ├─ Gherardo Alighieri (+>1277)
│ └─ Brunetto Alighieri (+>1259)
├─ Bello Alighieri, Cavaliere, Dottore in Legge
│ └─ da cui la Famiglia 
fiorentina
 
del Bello Alighieri

│ └─ 
Geri del Bello
 (+>1276 ucciso)
└─ Salvi Alighieri (?)
```

- = nascut a/el...

+ = mort a/el...
v = viu el...
< = abans del...
> = després del...
~ = circa en el...
/ = del... al...
sp. = esposa
(1) = 1° matrimoni
(2) = 2° matrimoni
(?) = es dubta de la seva existència
└─ = fill derivant de...
fg. = fill de...
(home) = nom desconegut
(dona) = nom desconegut
(???) = nom i sexe desconegut

### Sobre Serego Alighieri
- A. Cartolari, Cenni sopra varie famiglie illustri di Verona, Forni, 1855
- Pietro Di Serego-Allighieri, Dei Seratico e dei Serego-Allighieri: cenni storici, Seb. Franco e figli, 1865
- Bartolomeo Borghesi, Lettera alla contessa Annetta Serego Alighieri nata Schio, sullo stemma del divino poeta, 1864
- Giovanni Gozzadini, Giosuè Carducci, Maria Teresa di Serego-Allighieri Gozzadini, N. Zanichelli, 1884
- Giuseppe Biadego, Cortesia Serego e il matrimonio di Lucia della Scala, Franchini, Gaetano (tip.), 1903
- Paolo Gaspari, Terra patrizia: aristocrazie terriere e società rurale in Veneto e Friuli : patrizi veneziani, nobili e borghesi nella formazione dell'etica civile delle élites terriere : 1797-1920, Gaspari, 1993
- Lara Pavanetto, Raffaella Benetti, L'onore e la legge. 1592. Il processo a Ginevra Serego Alighieri. La leggenda di Ginevra. Monologo teatrale, Lampi di Stampa, 2010